# زهانغ تشي
زهانغ تشي (بالصينية: 张驰) (8 يوليو 1987 بجينان في الصين - ) هو لاعب كرة قدم صيني في مركز الوسط. لعب مع شاندونغ لونينغ.

## وصلات خارجية
- زهانغ تشي على موقع قاعدة بيانات كرة القدم.إي يو (الإنجليزية)
- زهانغ تشي على موقع Soccerway.com (الإنجليزية)